# Боулинг Грин (Охајо)
Боулинг Грин (енгл. Bowling Green) град је у америчкој савезној држави Охајо.

## Демографија
По попису из 2010. године број становника је 30.028, што је 392 (1,3%) становника више него 2000. године.
| Група             | 2000.          | 2010.          |
| Белци             | 26.839 (90,6%) | 25.466 (84,8%) |
| Афроамериканци    | 837 (2,8%)     | 1.926 (6,4%)   |
| Азијати           | 543 (1,8%)     | 640 (2,1%)     |
| Хиспаноамериканци | 1.031 (3,5%)   | 1.436 (4,8%)   |
| Укупно            | 29.636         | 30.028         |